# Werktuigmachine

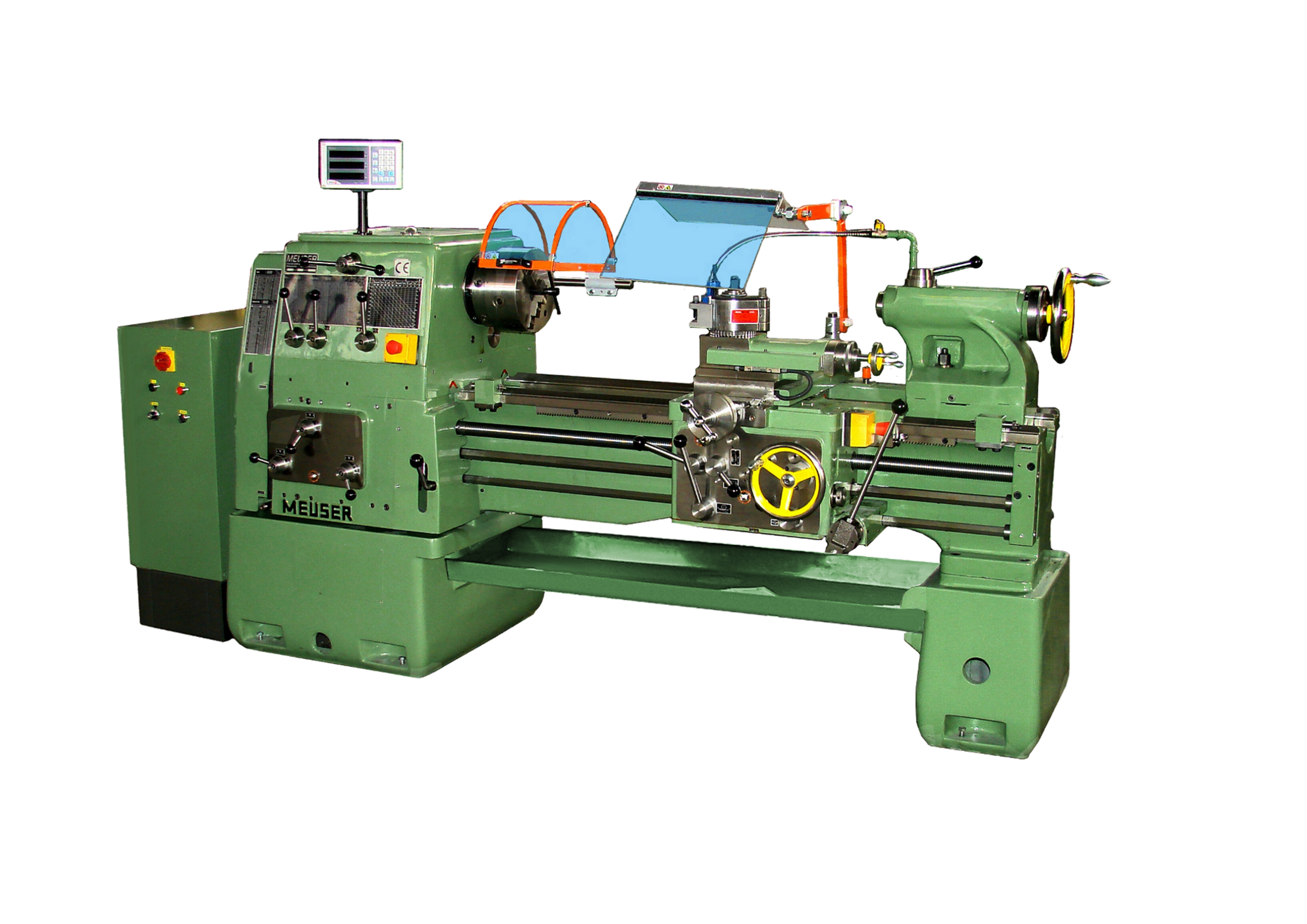
Draaibank met spaanbescherming en klauwplaatbescherming

Werktuig- of gereedschapsmachine is een verzamelnaam voor verschillende machines waarop gereedschap voor verspanende of niet-verspanende bewerkingen van werkstukken uit metaal, hout, plastiek, steen of andere stoffen, is bevestigd en voor dat doel ken worden bestuurd. De daartoe benodigde krachten en bewegingen worden verkregen via een aandrijfmechanisme en overgebracht door aanzet- en instelbeweginen op de spaninrichting van de machine. In zekere zin hebben werktuigmachines door de machinale bewerking het handwerk vrijwel geheel verdrongen, doch daartegenover staat dat een veel grotere productie en bewerkingsnauwkeurigheid tegen een lagere kostprijs kan worden verkregen.
Voor zowel verspanende als niet-verspanende bewerkingen zijn diverse, zowel automatische, volautomatische, met gedeeltelijke of volle hydraulische besturing uitgeruste werktuigmachines ontworpen. Door de vaak grote aandrijfvermogens van werktuigmachines dienen de vervormingen van het frame door optredende krachten en momenten voor precisiewerk zeer gering te zijn, terwijl een trilvrije montage een eerste vereiste is, vooral ook met het oog op de uitermate grote snelheden.

## Geschiedenis
Na de Tweede Wereldoorlog ontstonden geautomatiseerde werktuigmachines. Het programma met de bewerkingen werd met behulp van ponskaarten ingevoerd. Men sprak van NC-machines (van het Engelse numerical control). Tegenwoordig worden automatische machines door computers gestuurd, vandaar de term CNC-machines (computer numerical controlled).

## Soorten werktuigmachines
Wat de verspanende werktuigmachines betreft kunnen deze worden ingedeeld volgens de te verkrijgen vorm van het werkstuk.
Voor platte vlakken:
- schaafbank
- freesmachine
- vlakslijpmachine
- zaagmachine
- lintzaag
- vandiktebank
- vlakbank

Voor omwentelingslichamen
- draaibank
- rondslijpmachine

Voor gaten:
- boormachine
- kotterbank

Voor schroefdraad
- draadsnijmachine

Voor tandwielen:
- freesmachine
- tandwielsteekbank

Voor gebogen oppervlakken:
- steekbank
- kopieerbank

Voor de niet-verspanende bewerkingen, zoals smeden, stuiken, buigen, persen, dieptrekken, stansen, ponsen, knippen, snijden, stempelen, walsen, draadtrekken, extruderen, forceren e.d. zijn specifieke werktuigmachines ontworpen. 

## Onderdelen
Elke werktuigmachine, ongeacht het type bestaat uit de volgende onderdelen:
- Frame. Het frame is een stijve constructie die bedoeld is om de precisie van de beweging te garanderen. Het frame bij grote werktuigen is vaak van gietijzer gemaakt, het zijn daardoor zware constructies. De massa van een zwaar frame kan als voordeel hebben dat het stabiliteit biedt, bijvoorbeeld wanneer een relatief licht onderdeel van het werktuig ongebalanceerd beweegt.
- Aandrijving. Tegenwoordig wordt bijna uitsluitend uit een elektromotor toegepast. Vroeger werd ook spierkracht van mensen of dieren gebruikt, maar ook wind- of watermolens. In het tijdperk van de stoommachines werden meerdere werktuigmachines, soms zelfs alle werktuigmachines van een fabriek, door één stoommachine aangedreven. Dat gebeurde door middel van overbrenging met assen en riemen.
- Overbrenging, die als doel heeft de beweging van de aandrijving om te zetten in hoofdbeweging en soms ook voedingsbeweging (zie onder). Hierbij zijn er twee taken: eerst, beweging van de ene plaats naar de andere over te brengen, en bovendien moet de beweging nog getransformeerd worden. Het verplaatsen van beweging zelf gebeurt meestal met V-riemen. Aanpassen van snelheid kan gebeuren door middel van een tandwielkast, maar tegenwoordig worden echter vaak traploze snelheidsregelingen van elektromotoren toegepast (frequentieregelaar), waardoor mechanisch aanpassen van snelheid overbodig wordt. Soms moet de ronddraaiende beweging van de motor tot een lineaire beweging omgevormd worden, meestal gaat het om een lineaire voedingsbeweging. Hiervoor worden meestal spindelassen gebruikt.

## Bewegingen
Bij iedere werktuigmachine vinden we twee bewegingen terug: 
- hoofdbeweging, en
- voedingsbeweging.

Hoofdbeweging is de beweging die nodig is om materiaal te snijden. Bij boormachine is het draaien van de boor de hoofdbeweging, bij de draaibank het draaien van een werkstuk. Bij schaafmachine is de hoofdbeweging lineair, de beitel gaat dan heen en veer.
De voedingsbeweging zorgt dat het snijgereedschap t.o.v. het in bewerking zijnde materiaal gaat verplaatsen. Voedingsbeweging is meestal lineair. Bij draaibank en boormachine is dat het snijgereedschap dat beweegt, bij freesmachine (bij vele uitvoeringen ervan tenminste) wordt in de verticale richting snijgereedschap voortbewogen, en in de horizontale richting – het werkstuk. 
Bij sommige machines gebeurt de voedingsbeweging door middel van een motor, bij andere door middel van de spierkracht van de machinegebruiker.

## Referentie
1. 1 2  Oosthoeks Encyclopedie Deel 6, 6de druk. A. Oosthoek's Uitgeversmaatschappij N.V., Utrecht (1968), "Gereedschapsmachines", p. 145.